# تلخیص البیان فی مجازات القرآن
تلخیص البیان فی مجازات القرآن تألیف ابوالحسن محمد بن حسین شریف رضی که در قرن چهارم هجری زندگی می‌کرده‌است. این کتاب به زبان عربی و نخستین کتاب دربارهٔ مفاهیم مجاز و استعاره‌های قرآن می‌باشد.

## مؤلف
در سال ۳۵۹ در شهر بغداد به دنیا آمد. پدر و مادر سید رضی هر دو از سادات علوی و از نوادگان حسین بن علی بودند. نام پدر او سید میرزا ابوتراب علوی طبایی نجفی اصفهانی بروجردی بود. نسب وی از جانب پدر با پنج واسطه به موسی کاظم، امام هفتم شیعیان، می‌رسد. و از طرف مادر نسب وی با شش رابطه به علی بن حسین، امام چهارم شیعیان، می‌رسد. جمال الدین ابی المحاسن یوسف بن تغری بردی اتابکی معتقد است: «سید رضی موسوی، عارف به لغت و احکام و فقه و نحو و شاعری فصیح بود.

## کلیات
این کتاب در زمینه علوم بلاغی بوده و به نثر زیبای شریف رضی با عبارتهای فصیح نوشته شده و از مهمترین کتب تحقیقی سده چهارم می‌باشد که مجازها و استعاره‌ها و کنایه‌های قرآن کریم را به ترتیب سوره‌ها و آیه‌ها را آورده‌است.

## ویژگی‌ها
دانشنامه جهان اسلام برای تلخیص البیان ویژگی‌هایی نام برده که می‌توان به ذکر قرائتهای مختلف بنا بر نظر قاریان هفت‌گانه، بحث از معانی واژگان و ترکیب‌های قرآنی، برطرف کردن مشکلات شواهد شعری که به آنها استناد کرده، اظهار نظر در مسائل اختلافی و استفاده از احادیث در بیان مجازها و ترکیب‌های قرآنی اشاره کرد. مؤلف البته معتقد است بعضی سوره‌ها مثل عبس و انفطار معانی مجاز ندارند. وی همچنین از شاعران عباسی شاهدی نیاورده چون اصالت شعری را تا پایان دوره اموی ذکر کرده‌اند.

## چاپ
این کتاب اولین بار توسط سیدمحمد مشکوة شناسایی و عکس آن را با مقدمه و تهیه فهرست‌های مختلف تدوین و در سال ۱۳۲۹قمری در تهران به چاپ رساند. سپس محقق مصری محمدعبدالغنی حسن در سال ۱۳۷۴ قمری با شیوه ای بدیع تحقیق کرد و در مصر چاپ کرد سپس در بیروت آن را چاپ افست کرد. همچنین نسخه دیگری از این کتاب در کتابخانه سیدمحمد جزائری پیدا شد و مکی سیدجاسم آن را در سال ۱۳۷۵ قمری در بغداد و درس ال ۱۴۰۷قمری در تهران چاپ کرد. سید محمدباقر سبزواری نیز در سال ۱۳۳۰ شمسی این کتاب را با استشهاد از اشعار فارسی به چاپ رساند.